# Фрайбург (жіночий футбольний клуб)
Жіночий футбольний клуб «Фрайбург» (нім. Sport-Club Freiburg) — німецький жіночий професіональний футбольний клуб із однойменного міста, заснований 1975 року.

## Досягнення
- Кубок Німеччини:

Фіналіст (1): 2019